# Plagiognathus aquilinus
Plagiognathus aquilinus är en insektsart som beskrevs av Schuh 2001. Plagiognathus aquilinus ingår i släktet Plagiognathus och familjen ängsskinnbaggar. Inga underarter finns listade i Catalogue of Life.